# Symposiachrus loricatus
Symposiachrus loricatus là một loài chim trong họ Monarchidae. Nó là loài chim đặc hữu ở Indonesia.